# جيرالدو خوسيه دا سيلفا
جيرالدو خوسيه دا سيلفا (بالبرتغالية: Geraldo José da Silva‏) هو لاعب كرة قدم برازيلي في مركز الهجوم، ولد في 6 أبريل 1936 في ريسيفي في البرازيل، وتوفي في 21 أبريل 2013. لعب مع نادي بالميراس ونادي بونتي بريتا ونادي فلامنغو ونادي كورينثيانز.

## وصلات خارجية
- جيرالدو خوسيه دا سيلفا على موقع قاعدة بيانات كرة القدم.إي يو (الإنجليزية)
- جيرالدو خوسيه دا سيلفا على موقع Soccerway.com (الإنجليزية)